# Лъвова чешма
Лъвовата чешма или Царската чешма е чешма в центъра Казанлък. Неин архитект е флорентинският скулптор Арнолдо Дзоки. Името ѝ идва от това, че на северната, западната и южната страна са изобразени лъвски глави от бронз.

## История
Чешмата е построена и тържествено осветена в присъствието на княз Фердинанд I през 1903 г. Идеята за построяването ѝ е на казанлъченина Иван Патев, който прокарва водопровод от връх Бузлуджа в Казанлък през 1893 г. Построена е със средства отпуснати от княз Фердинанд. След Деветосептемврийския преврат от 1944 г. царските символи – ъглите с изваяни колони с капители, върху които са изобразени инициалите на княза и плочата за дарението с надпис, от чешмата са заличени. След 1989 г. чешмата е възстановена в първоначалния си вид.